# Mulartshütte (Reitwerk)
Die Mulartshütte war ein Reitwerk am oberen Vichtbach unterhalb der Ortschaft Rott auf dem Gebiet der heutigen Gemeinde Roetgen in der Städteregion Aachen.
Die Eisen verarbeitende Hütte wurde 1504 erstmals urkundlich erwähnt und ist wahrscheinlich nach ihrem Besitzer Mulart benannt. Später entstand hier der gleichnamige Ort Mulartshütte, heute ebenfalls ein Gemeindeteil von Roetgen.
Die für die Hütte notwendigen Eisenerze finden sich als Gänge oder Verwitterungsbildungen in den Sand- und Tonsteinen des Devon. In der Umgebung der Ortschaft Mulartshütte ist ein geologischer Lehr- und Wanderpfad für die geologischen und bergbaugeschichtlichen Zeugen der Eisenindustrie eingerichtet.